# Can Bagó
Can Bagó és una gran casa pairal situada en un carrer immediat a la Plaça del Gambeto de Riudaura (Garrotxa) protegida com a bé cultural d'interès local.

## Descripció
És de planta rectangular i ampli teulat a dues aigües, amb els vessants vers les façanes laterals. Disposa de baixos, amb porta principal descentrada i menudes obertures que ventilaven les antigues corts. Té dos pisos-habitatge amb menudes finestres rectangulars i balcons oberts recentment. Damunt seu hi ha unes àmplies golfes. L'edifici va ser bastit amb pedra menuda del país, llevat dels carreus cantoners i els que s'empraren per fer algunes de les obertures. Part dels paraments exteriors foren arrebossats.
La porta d'ingrés a Can Bagó està coronada per una gran llinda on es pot llegir la següent inscripció: "1827 AVE MARIA.", amb una creu patent sobre pedestal, també gravada, al bell mig de la inscripció.

## Història
Riudaura és un petit nucli urbà que va néixer a l'ombra del monestir de Santa Maria. Durant el segle xviii es bastiren i remodelaren alguns dels edificis que organitzen la plaça del Gambeto i durant la centúria següent es realitzaren reformes i es bastiren de nova planta els edificis situats en alguns dels carrers que desemboquen a l'esmentada plaça.